# Clovis-Thomas Richard
Pour les articles homonymes, voir Richard.
Clovis-Thomas Richard (1892-1976) est un avocat et un homme politique canadien du Nouveau-Brunswick.

## Biographie
Clovis-Thomas Richard naît le 8 mai 1892 à College Bridge, au Nouveau-Brunswick. Il suit des études au Collège Saint-Joseph, obtient un Baccalauréat en arts, et continue avec des études de Droit à l'Université Dalhousie. 
Il participe à la Première Guerre mondiale dans le corps expéditionnaire canadien puis, de retour à la vie civile, entame une carrière d'avocat.
Il se lance ensuite en politique et est élu député provincial du Comté de Gloucester à l'Assemblée législative du Nouveau-Brunswick le 17 décembre 1926. Il est constamment réélu et garde son siège jusqu'au 14 mai 1945. Il est par la suite élu député fédéral libéral de la circonscription de Gloucester le 11 juin 1945, est réélu à l'élection suivante en 1949 mais démissionne le 5 mars 1952.
Il décède le 22 août 1976.